# Аполлон (лунный кратер)
Аполло́н (англ. Apollo), не путать с кратером Аполлоний, — гигантский древний ударный кратер (ударный бассейн) в южном полушарии обратной стороны Луны. Находится внутри бассейна Южный полюс — Эйткен. Название присвоено в честь американской космической программы Аполлон и утверждено Международным астрономическим союзом в 1970 году. Образование кратера относится к донектарскому или нектарскому периоду.

## Описание кратера
Ближайшими соседями кратера являются кратер Оппенгеймер на западе; кратер Барринджер на севере; кратер Клеймёнов на востоке и кратер Андерс на юго-востоке. Селенографические координаты центра кратера — 35°41′ ю. ш. 151°29′ з. д. / 35,69° ю. ш. 151,48° з. д., диаметр — около 524 км.
Кратер имеет двойной вал, причем диаметр внутреннего вала вдвое меньше диаметра внешнего вала. Оба вала подверглись значительному разрушению за время существования кратера и теперь представляют собой нерегулярное скопление дугообразных участков гор. Дно чаши кратера испещрено множеством ударных кратеров различного размера, многие из которых получили собственное наименование в честь людей, связанных с NASA (см. ниже). Многие участки кратера затоплены лавой и имеют более низкое альбедо по сравнению с окружающей местностью. Наибольшие по площади такие участки находятся в центре кратера и в его южной части. Возраст лавовых потоков определен от 2,49 до 3,51 миллиарда лет в центральной и северной части кратера (эратосфенский — позднеимбрийский период) и около 2,44 миллиарда лет в южной части кратера (эратосфенский период).
Внутри кратера и в его ближайших окрестностях есть кратеры, названные в честь всех погибших при пожаре на «Аполлоне-1» (1967), а также в катастрофах шаттлов «Челленджер» (1986) и «Колумбия» (2003). Кроме того, один кратер — Драйден — назван в честь физика и инженера Хью Драйдена. Таким образом, в кратере Апполлон находятся следующие кратеры, получившие собственные наименования: три кратера, названных в честь погибших астронавтов Аполлона-1 — Гриссом (расположен на юге от кратера Аполлон, вне его чаши), Уайт и Чаффи; семь кратеров, названных в честь астронавтов, погибших в катастрофе космического корабля Челленджер — Скоби, Смит, Мак-Олифф, Резник, Онизука и сдвоенная пара кратеров Мак-Найр и Ярвис. Кроме того, в 2006 году Международный астрономический союз присвоил семи внутренним кратерам имена в честь астронавтов, погибших в катастрофе космического корабля Колумбия. Это кратеры Чавла, Д. Браун, Хасбанд, Л. Кларк, Маккул, М. Андерсон и Рамон. Кроме перечисленных кратеров названы в честь астронавтов Аполлона-8: Борман, Андерс и Ловелл.

## Сателлитные кратеры
Отсутствуют.

## Галерея
- Безымянный концентрический кратер у подножия северной части внутреннего склона кратера Аполлон. Снимок зонда Lunar Reconnaissance Orbiter.
- Гравитационная карта кратера Аполлон. Данные зонда GRAIL.